# Brekstad
Brekstad est une ville norvégienne située dans la commune de Ørland, du comté de Trøndelag.

## Démographie
En 2014, sa population était de 1 945 habitants.